# Hindenburg-Kaserne (Bremen)
Die Hindenburg-Kaserne war eine Garnison in Bremen, in der 1935 bis 1939 Wehrmachtseinheiten der Nachrichtentruppe der 22. Infanteriedivision stationiert waren. Benannt wurde die Anlage nach dem 1934 verstorbenen Reichspräsidenten Paul von Hindenburg.

## Geschichte
Im Zweiten Weltkrieg waren ab Dezember 1942 eine SS-Baubrigade in der Kaserne stationiert und ein „Lager Hindenburgkaserne Boßdorfstraße“ eingerichtet, später Außenlager des Konzentrationslagers Neuengamme. Im September 1944 wurde die Kaserne bei einem alliierten Luftangriff schwer beschädigt und das Lager geräumt. Nach Kriegsende nahm ab 1949 im östlichen Teil der Kaserne die Roland-Klinik ihren Betrieb auf, die bis heute hier besteht. Zudem wird das ehemalige Kasernengelände durch die Bereitschaftspolizei Bremen, die Freiwillige Feuerwehr Bremen-Neustadt und den Ortsverband Bremen-Süd des Technischen Hilfswerks genutzt.

## Militärische Nutzung

### Weimarer Republik und NS-Staat
Bereits in der Weimarer Republik wurde entgegen der Auflagen des Versailler Vertrages die Aufrüstung der Reichswehr verdeckt betrieben. Am 29. September 1928 erfolgte die Verabschiedung eines ersten Rüstungsprogramms und mit Verfügung vom 30. September 1930 für den Zeitraum vom 1. April 1933 bis zum 31. März 1938 die Vorbereitung des zweiten Rüstungsprogramms. Bereits ab 30. Juli 1929 fanden zwischen dem Deutschen Reich und Bremen Verhandlungen über Neu- und Umbau von Kasernen statt. Von Bremen wurde aufgrund der Haushaltslage des Reichsfiskus die Vorfinanzierung der Maßnahmen verlangt. Hieran konnten die Nationalsozialisten bei ihrem Ziel der Aufrüstung der Wehrmacht anknüpfen. Am 3. Mai 1934 trafen sich Vertreter der Reichswehr mit dem regierenden Bürgermeister Richard Markert, Senatoren und weiteren Repräsentanten der Stadt Bremen. Zwar musste Bremen hinnehmen, dass Delmenhorst zum Infanteriestandort ausgebaut werden sollte. Doch die Hansestadt sollte zumindest ein Divisionskommando, eine Nachrichteneinheit und bei Bereitstellung von weiterem geeigneten Gelände eine technische Truppe erhalten. Nach einer am selben Tag durchgeführten Besichtigung von Flächen in Bremen-Huckelriede bot Bremen am 5. Mai 1934 der Reichswehr diesen Standort im Umfang von 21,5 Hektar für zwei Kasernenneubauten, ein 15 Hektar großes Übungsgelände in der „Flutrinne“, das heute der Werdersee bedeckt, und etwa 6 Hektar für Schießstände an. Am 16. Mai 1934 kam es zum Abschluss eines Kaufvertrages, wobei sich Bremen zur kostenfreien Überlassung und Erschließung der Grundstücke verpflichtete. Am 16. Juni 1934 folgte noch ein Nachtragsvertrag. Im Dezember 1934 begannen nach letzten Abstimmungen mit dem Stadtplanungsamt die Erdarbeiten an der späteren Hindenburg- und Cambrai-Kaserne. Am 4. Mai 1935 fand das Richtfest für beide Militäranlagen statt. Die Kasernengebäude erhielten hellroten Edelputz, die Sockel bestanden aus Klinkern und die Eingänge waren mit Klinkerumwehrungen verziert. Es entstanden ein Gebäude für den motorisierten Abteilungsstab, ein Gebäude für die motorisierte Fernsprech-Kompanie, ein Wirtschaftsgebäude, ein Unterkunftsgebäude für die Funkkompanie, ein Gebäude für die 3. Kompanie, ein Exerzierhaus, zwei Kraftfahrzeughallen, eine Kraftfahrzeugwerkstatt, ein Stall mit Reithalle, ein Krankenpferdestall, ein Gasraum, eine Beschlagschmiede sowie eine Bespannfahrzeughalle. Am 1. Oktober 1935 übernahm die Wehrmacht die fertige Kaserne. Der Bezug durch die neu aufgestellte Nachrichtenabteilung 22 erfolgte am 15. Oktober 1935. Die Abteilung war ab September 1939 beim Überfall auf Polen als Divisionstruppe der 22. Infanteriedivision beteiligt.

### KZ-Lager

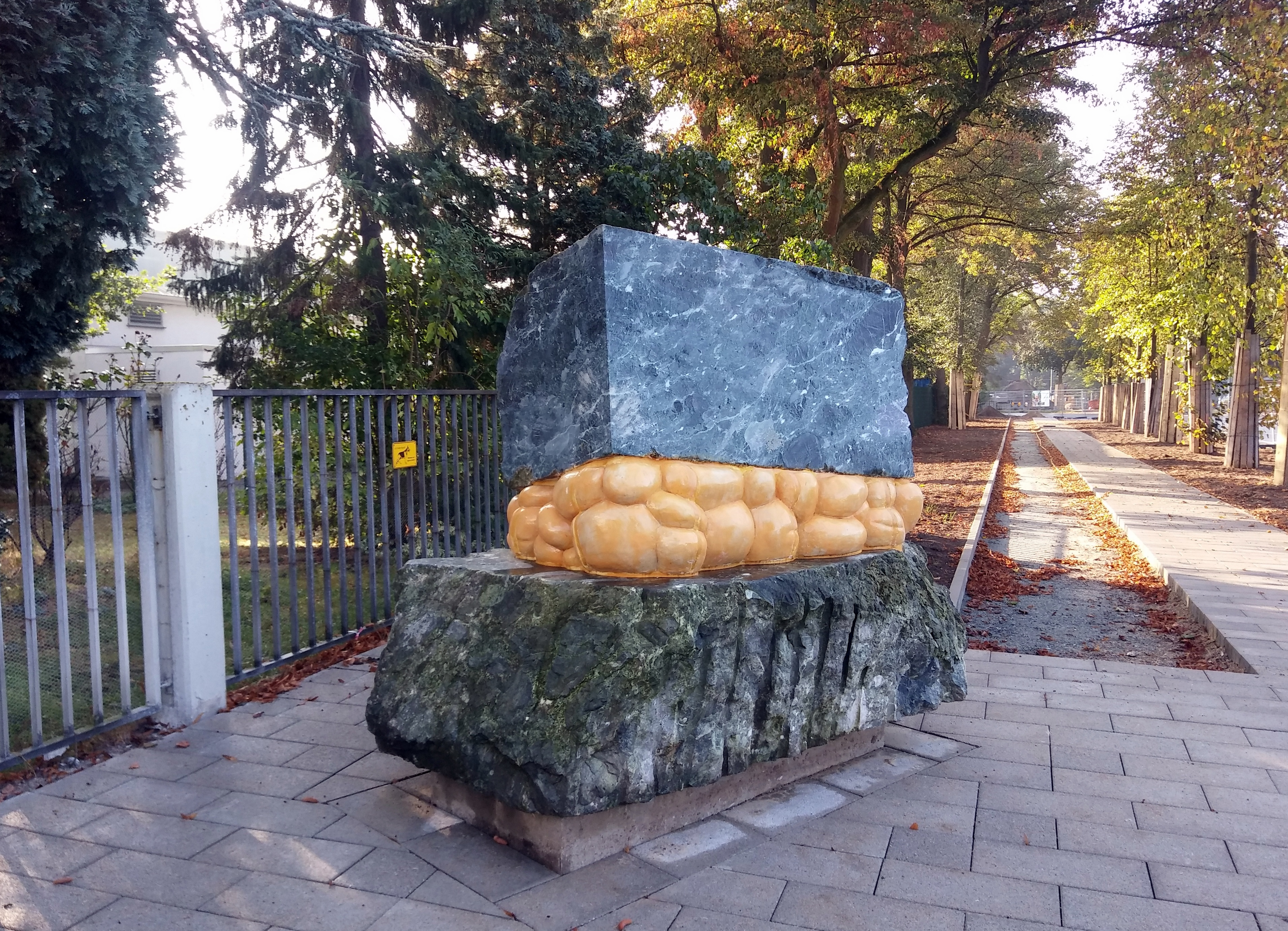
Gedenkstein KZ-Lager Hindenburg-Kaserne

Im Sommer 1942 begann in der Kaserne die Errichtung eines Lagers für Zwangsarbeiter aus der Sowjetunion. Im Lager Huckeriede (Buntentorsteinweg/Niedersachsendamm) fanden erste Unterbringungen statt. Nach den alliierten Bomberangriffen auf Bremen im Juni 1942 hatte Heinrich Himmler der Stadt Bremen Unterstützung bei Trümmerbeseitigung und Bau von Ersatzwohnungen durch 750 Häftlinge zugesagt. Am 12. Oktober 1942 kamen diese mit einem Transport in Bremen an. Im selben Monat wurde im KZ Neuengamme die II. SS-Baubrigade mit 1000 Angehörigen aufgestellt. Die Gefangenen waren zunächst in einem Barackenlager an der Wartumer Heerstraße untergebracht, das den Francke-Werken gehörte. Im Dezember 1942 verlegte die II. SS-Baubrigade in die Hindenburg-Kaserne nach Bremen. Die Einheit bezog ein ausgegrenztes Areal im Osten der Kaserne. Zwischen dem 18. und 22. Dezember 1942 fand der Umzug der Häftlinge in die als Unterkünfte vorgesehenen Pferdeställe und kurzfristig errichteten Baracken statt. Nach den Bombenangriffen auf Hamburg im Juli 1943 wurde ein Teil der Häftlinge im August 1943 nach Hamburg abgezogen, so dass sich die Zahl der in Bremen befindlichen Inhaftierten reduzierte. Auch der Hauptstationierungsort der II. SS-Baubrigade änderte sich am 7. August 1943 nach Hamburg. Das Personal der SS wurde durch teilweise versehrte Wehrmachtssoldaten ersetzt. Im Februar 1944 befanden sich noch 346 Häftlinge im Lager, die an 28 Arbeitsstellen in Bremen eingesetzt waren. Am 15. April 1944 zog die II. SS-Baubrigade aus Bremen ab, verlegte nach Berlin und wurde dem KZ Sachsenhausen unterstellt. Alle Häftlinge wurden in das Hauptlager nach Hamburg-Neuengamme verlegt. 168 Häftlinge starben im Lager, die auf dem Osterholzer Friedhof bestattet wurden. Lagerleiter war SS-Hauptsturmführer Gerhard Weigel.
Anschließend kamen 1200 ukrainische Arbeitskräfte in das Lager. Aufgrund von Verlausung und Fleckfieberfällen wurde es zunächst geschlossen.
Am 2. August 1944 trafen in Bremen neue Häftlinge ein: 500 ungarische Frauen wurden von der SS aus dem KZ Auschwitz-Birkenau nach Bremen deportiert. Es folgten am 28. August 1944 weitere 300 polnische Jüdinnen aus dem Ghetto in Litzmannstadt. Die SS internierte die Gefangenen ebenfalls in den ehemaligen Pferdeställen der Hindenburg-Kaserne. Sie wurden zwar dem Arbeitskommando „Behelfswohnungsbau“ zugewiesen, doch hauptsächlich zur Trümmerbeseitigung eingesetzt. Bei einem alliierten Bombenangriff am 26. September 1944 auf Bremen wurden Teile der Hindenburgkaserne, insbesondere auch das KZ-Außenlager zerstört. Zwei inhaftierte Frauen, die aufgrund von Erkrankungen im Lager verbleiben mussten, fielen den Bomben zum Opfer. Die anderen Häftlinge wurden in das Lager Obernheide verbracht. Das Außenlager leitete zunächst SS-Unterscharführer Peter Pittmann und ab Mitte September 1944 SS-Hauptscharführer Johann Hille.
In Erinnerung an das KZ-Außenlager und in Gedenken an die Opfer nationalsozialistischer Gewaltherrschaft wurde am 30. Januar 2016 ein Gedenkstein „KZ-Lager Hindenburg-Kaserne“ an der Ecke Franz-Grashoff-Straße/Am Dammacker errichtet.

## Nutzung nach dem Ende des Zweiten Weltkriegs
Nach dem Ende des Zweiten Weltkriegs kam es zu keiner militärischen Nutzung der Hindenburg-Kaserne mehr. Die dem Bund zunächst zugefallenen Flächen wurden teilweise vermietet oder verpachtet, später auch verkauft Obwohl durch die Gründung der Bundeswehr ein erheblicher Bedarf an Truppenunterkünften ab 1955 bestand und deshalb sowohl ehemalige Wehrmachtskasernen wieder instand gesetzt und neue Anlagen errichtet werden mussten, war die zivil nachgenutzte Hindenburg-Kaserne in Bremen für die Unterbringung von militärischen Einheiten nicht attraktiv. Ab 1953 war außerdem auf dem ehemaligen Standortübungsplatz der Werdersee angelegt worden.

### Roland-Klinik
Mit der Bau- oder Instandsetzungs-Erlaubnis vom 10. Mai 1948 für Gebäude im ehemaligen nordöstlichen Kasernenbereich am heutigen Niedersachsendamm begann die Entstehung der Roland-Klinik als medizinischer Einrichtung mit zunächst 60 Belegbetten. 1949 nahm das Krankenhaus seinen Betrieb auf. Bis 1959 wuchs die Bettenzahl auf 180. 1972 spezialisiert sich die Klinik auf die Fachbereiche Chirurgie, Orthopädie und Urologie. Bis 1988 waren 200 Betten erreicht. 1993 fand die Sanierung der Klinikgebäude statt. 2002 entstanden vor der Klinik 100 Pkw-Stellplätze. 2005 schloss die Urologie, 2006 konnten vier neue Operationssäle in Betrieb genommen werden. 2007 erfolgte die Fertigstellung des neuen Ambulanten Zentrums. Ein Bewegungszentrum mit Tagungs-, Veranstaltungs- und Therapieräumen sowie Arztpraxen und einem Café werden 2011 eröffnet. Zwischen 2014 und 2018 fanden in der Klinik umfangreiche Sanierungsarbeiten statt. 2022 verfügte die Klinik über 141 Betten, 41 Ärzte und 81 Pflegekräfte.

### Entwicklung des Mittel- und Westteils der Kaserne
Bereits am 13. Oktober 1949 trat der Bebauungsplan Nr. 272 in Kraft, der für den mittleren Teil der früheren Hindenburg-Kaserne Gewerbeflächen festlegte.
Im Oktober 1952 stellte die erste Hundertschaft der Bremer Bereitschaftspolizei in der ehemaligen Hindenburg-Kaserne auf. Im Oktober 1953 folgte die zweite. Die Abteilung Bereitschaftspolizei besteht bis heute am Standort und gliedert sich in die Leitung mit Führungsgruppe, das Polizeigewahrsam, die Einsatzhundertschaften, eine Beweissicherungs- und Festnahmeeinheit, eine Technische Einsatzeinheit, eine Diensthundestaffel und den Zentralen Objektschutz.
Ende 1959 war das Technische Hilfswerk in das Gebäude Niedersachsendamm 53 eingezogen. Der THW-Ortsverband Bremen-Süd besteht im Bereich der früheren Kaserne bis heute.
1962 wurde auf Initiative der Freiwilligen Feuerwehr Bremen-Arsten im Rahmen des damaligen Luftschutzhilfsdienstes eine Brandschutzeinheit aufgestellt und in der ehemaligen Hindenburg-Kaserne am Seesenthom in Huckelriede untergebracht. 1973 erfolgte die Integration in die Freiwillige Feuerwehr der Stadtgemeinde Bremen. Es bildeten sich die Wehren Seesenthom 1 und Seesenthom 2. 1983 bildete sich aus beiden Wehren die Freiwillige Feuerwehr Seesenthom. 1984 erhielt sie einen ABC-Zug. Zum 1. August 1996 fand die Umbenennung in Freiwillige Feuerwehr Bremen-Neustadt statt. Die Feuerwehr hat bis heute ihren Standort auf dem ehemaligen Kasernengelände.
Trotz der Ansiedlung von Gewerbebetrieben auch im westlichen Bereich der ehemaligen Militäranlage und der Errichtung von entsprechenden Bauten fasste die Stadt Bremen erst mit Beschlüssen vom 24. November 1967 und 12. Januar 1968 den Aufstellungsbeschluss eines Bebauungsplans Nr. 708 für den Geltungsbereich Buntentorsdeich, Am Dammacker, Werdersee und Max-Eyth-Straße. Der Bebauungsplan wurde am 30. Juli 1968 durch den Senat und am 4. September 1968 durch die Stadtbürgerschaft Bremens verabschiedet. Am 18. September 1968 folgte seine Bekanntmachung im Amtsblatt.
Am 3. Mai 1984 fasste die Stadt Bremen den Aufstellungsbeschluss eines Bebauungsplans Nr. 1808 für ein Gebiet zwischen Buntentorsdeich und Werdersee, beiderseits der Straßen Am Dammacker und Franz-Grashof-Straße. Zwischen Januar 1991 und Dezember 1995 untersuchte die Bundesforschungsanstalt für Landeskunde und Raumordnung im Rahmen einer Modellstudie „Konversion – Städtebauliche Möglichkeiten durch Umwidmung militärischer Einrichtungen“ das ehemalige militärische Areal in Bremen-Huckelriede. Am 5. Juni 1997 erfolgte eine Erweiterung des Geltungsbereichs auf ein Gebiet zwischen Buntentorsdeich, Buntentorsteinweg, Deichschartweg, Werdersee, Max-Eyth-Straße, Niedersachsendamm und Boßdorfstraße. Zugleich wurde die Teilung der Bebauungsplanung beschlossen. Der Bebauungsplan 1808B sollte für ein Gebiet in Bremen-Neustadt zwischen Buntentorsdeich (einschließlich), Am Dammacker (z. T. einschließlich), Werdersee, Max-Eyth-Straße (z. T. einschließlich) und Niedersachsendamm gelten. Damit erfasste der Bebauungsplan die westlichen Teile der ehemaligen Hindenburg-Kaserne. Nach zwei öffentlichen Auslegungen 2003 und 2005 fasste der Senat am 14. Februar 2006 und die Stadtbürgerschaft am 21. März 2006 den Beschluss über den Bebauungsplan, der am 12. April 2006 im Amtsblatt bekanntgemacht wurde. Für den nordöstlichen Teil des Plangebiets sieht der Bebauungsplan das Sondergebiet Polizei, Feuerwehr und Katastrophenschutz vor und sichert somit die bereits bestehenden Nutzungen. Im nordwestlichen Bereich wurden allgemeines Wohnen unmittelbar am Werdersee und südlich davon Mischgebiete festgelegt. Ein öffentlicher Spielplatz war ebenfalls vorgesehen. Bereits in der Planaufstellungsphase wurden zwischen 2002 und 2010 Wohngebäudekomplexe im Gebiet errichtet, die bis 2014 noch um einzelne Wohnbauten eine Ergänzung erfuhren. Die gewerbliche Nutzung wurde zurückgedrängt.